# Chris Boucher
Christopher "Chris" Boucher (Castries, 11 de janeiro de 1993) é um jogador canadense e santa-lucense de basquete profissional que atualmente joga no Boston Celtics da National Basketball Association (NBA).
Ele jogou basquete universitário na Universidade de Oregon.

## Primeiros anos
Boucher nasceu em Castries, Santa Lúcia. Ele se mudou com sua mãe, Mary MacVane, para Montreal, quando ele tinha cinco anos de idade para ver seu pai canadense Jean-Guy Boucher. No entanto, seus pais se separaram quando ele era jovem e Boucher teve um relacionamento ruim com seu pai.   
Ele cresceu jogando futebol e hóquei no gelo, mas viveu na pobreza no bairro de Saint-Michel. Ele abandonou o ensino médio aos 16 anos e trabalhou como cozinheiro e lavador de pratos em um restaurante em St-Hubert.   
Em 2012, foi oferecido a ele um lugar em um time de basquete que ia disputar um torneio. Na final desse torneio, ele marcou 44 pontos e chamou a atenção dos olheiros. Ele recebeu uma vaga na equipe Alma Academy da Amateur Athletic Union. Essa equipe foi criada para ajudar adolescentes do centro da cidade com poucas perspectivas futuras a obter um diploma do ensino médio.   
Em um jogo contra a Blair Academy de Nova Jersey, Boucher atraiu o interesse de treinadores universitários da NCAA quando ele fez 29 pontos e 12 rebotes.  

## Carreira universitária
Ele jogou uma temporada no New Mexico Junior College e teve médias de 11,8 pontos e 6,7 rebotes. Então, ele foi para o Northwest College em Powell, Wyoming, onde foi nomeado Jogador do Ano da NJCAA e levou o time a um recorde de 31-5. Ele obteve médias de 22,5 pontos, 11,8 rebotes e 4,7 bloqueios. Após uma visita ao campus, Boucher foi transferido para a Universidade de Oregon.
No começo de seu primeiro ano na Universidade de Oregon, ele preocupou Dana Altman, técnico da equipe, devido ao seu corpo magro, mas compensava com sua energia. Em seu segundo jogo, Boucher registrou 15 pontos e oito rebotes. Ele estabeleceu o recorde de mais bloqueios em uma temporada em Oregon com 110. Boucher registrou 14 pontos, 10 rebotes e dois roubos de bola na derrota por 80-68 para Oklahoma no Elite Eight do Torneio da NCAA.  
Após a temporada de 2015-16, ele recebeu uma dispensa para jogar uma temporada extra e completar seu curso de sociologia. Em seu último ano, ele foi nomeado para a Equipe Defensiva da Pac-12 depois de liderar a conferência em bloqueios com média de 2,6. Em 11 de março de 2017, nas semifinais do Torneio da Pac-12 contra Califórnia, um jogador adversário caiu desajeitadamente em sua perna mas ele continuou jogando e terminou o jogo com 10 pontos e quatro rebotes. No dia seguinte, um exame de ressonância magnética revelou uma ruptura do Ligamento cruzado anterior e ele foi descartado pelo restante da temporada.

## Carreira profissional

### Golden State Warriors (2017–2018)
Antes do draft da NBA de 2017, Boucher não conseguiu treinar com as equipes devido a sua lesão. Ele não foi selecionado no draft mas assinou com o Golden State Warriors em um contrato de duas vias. Boucher tornou-se um dos primeiros jogadores a se inscrever na mais nova política de contrato bidirecional da NBA, que entrou em vigor naquela temporada, embora seu contrato não tenha sido oficializado até 14 de julho de 2017. 
Em 2 de novembro de 2017, Boucher foi convocado para jogar na G-League pelo Santa Cruz Warriors e fez sua estreia em sua primeira semana. Em 14 de março de 2018, ele jogou seu primeiro jogo da NBA com o Golden State Warriors registrando 1 rebote. 
Embora ele não estivesse disponível para jogar nos playoffs devido ao seu contrato, Boucher fez parte do time que foi campeão da NBA em 2018. 
Em 22 de junho de 2018, o Golden State Warriors dispensou Boucher. 

### Toronto Raptors (2018–Presente)
Em 20 de julho de 2018, Boucher assinou com o Toronto Raptors em um contrato de dois anos e US$2 milhões. Em 26 de outubro de 2018, os Raptors converteram o contrato de Boucher para um contrato da NBA de duas vias. Boucher jogou 28 jogos com o afiliado da G-League dos Raptors, o Raptors 905, onde teve médias de 27,2 pontos, 11,4 rebotes e 4,1 bloqueios, além de converter 51,0% dos arremessos de quadra. Boucher foi nomeado o MVP e o Jogador Defensivo do Ano da G League, tornando-se o primeiro jogador a vencer ambos os prêmios simultaneamente, e o primeiro jogador internacional a vencer o prêmio de MVP da liga. 
Em 10 de fevereiro de 2019, os Raptors assinaram um contrato padrão da NBA com Boucher. Os Raptors chegaram às Finais da NBA de 2019, onde derrotaram a antiga equipe de Boucher, o Golden State Warriors. Com isso, Boucher se tornou o primeiro (e até agora único) jogador canadense a vencer um título da NBA com a única franquia baseada no Canadá.
Em 10 de novembro de 2019, Boucher igualou sua maior pontuação na carreira ao marcar 15 pontos em uma vitória sobre o Los Angeles Lakers. Em 22 de dezembro de 2019, Boucher marcou 21 pontos e estabeleceu uma nova marca pessoal na vitória por 110-107 sobre o Dallas Mavericks. Três dias depois, em 25 de dezembro de 2019, Boucher estabeleceu uma nova maior pontuação na carreira novamente com 24 pontos em uma derrota por 118-102 para o Boston Celtics. Em 3 de março de 2020, ele estabeleceu um recorde pessoal em rebotes com 15 em uma vitória contra o Phoenix Suns. Em 10 de agosto de 2020, na "bolha" de Orlando, Boucher marcou uma nova maior pontuação na carreira com 25 pontos contra o Milwaukee Bucks.
Em 25 de novembro de 2020, Boucher renovou seu contrato com os Raptors por dois anos no valor de US$13.5 milhões. Em 26 de dezembro de 2020, Boucher registrou 22 pontos, 10 rebotes e um recorde pessoal de sete bloqueios contra o San Antonio Spurs. Em 14 de janeiro de 2021, Boucher igualou sua maior pontuação na carreira com 25 pontos contra o Charlotte Hornets. Em 6 de fevereiro de 2021, Boucher alcançou um novo recorde de pontuação com 29 pontos, 10 rebotes e 2 bloqueios em uma derrota para o Atlanta Hawks. Em 4 de março de 2021, ele teve então sua maior pontuação da temporada com 30 pontos e cinco rebotes em uma derrota por 132-125 para o Boston Celtics. Em seguida, em 8 de abril de 2021, ele alcançou outra alta em pontuação com 38 pontos, um recorde pessoal de 19 rebotes e uma assistência em uma derrota por 122-113 contra o Chicago Bulls. Em 18 de abril de 2021, Boucher marcou 31 pontos, 12 rebotes, duas assistências, um roubo de bola e um bloqueio e acertou um recorde pessoal de seis cestas de três pontos em uma vitória por 112-106 contra o Oklahoma City Thunder.
Em 30 de junho de 2022, Boucher renovou seu contrato com os Raptors por um acordo de três anos no valor de US$35.2 milhões. Com a troca de Pascal Siakam em 17 de janeiro de 2024, Boucher se tornou o último jogador remanescente da equipe campeã de 2019 no elenco dos Raptors.

## Estatísticas da carreira

### NBA

#### Temporada regular
| Ano      | Equipe       | PJ  | PT | MPJ  | AP   | 3P   | LL   | RT  | AS  | BR | TO  | PPJ  |
| -------- | ------------ | --- | -- | ---- | ---- | ---- | ---- | --- | --- | -- | --- | ---- |
| 2017–18  | Golden State | 1   | 0  | 1.0  | .000 | .000 | .000 | 1.0 | .0  | .0 | .0  | .0   |
| 2018–19  | Toronto      | 28  | 0  | 5.8  | .447 | .324 | .867 | 2.0 | .1  | 2. | .9  | 3.3  |
| 2019–20  | Toronto      | 62  | 0  | 13.2 | .472 | .322 | .784 | 4.5 | .4  | .4 | 1.0 | 6.6  |
| 2020–21  | Toronto      | 60  | 14 | 24.2 | .514 | .383 | .788 | 6.7 | 1.1 | .6 | 1.9 | 13.6 |
| 2021–22  | Toronto      | 80  | 9  | 21.1 | .464 | .297 | .777 | 6.2 | .3  | .6 | .9  | 9.4  |
| 2022–23  | Toronto      | 76  | 0  | 20.0 | .493 | .328 | .762 | 5.5 | .4  | .6 | .8  | 9.4  |
| 2023–24  | Toronto      | 50  | 0  | 14.1 | .507 | .330 | .772 | 4.1 | .5  | .3 | .5  | 6.4  |
| Carreira | Carreira     | 357 | 23 | 14.2 | .413 | .283 | .678 | 4.2 | .4  | .6 | .8  | 6.9  |

#### Playoffs
| Ano      | Equipe   | PJ | PT | MPJ  | AP   | 3P   | LL   | RT  | AS | BR | TO  | PPJ  |
| -------- | -------- | -- | -- | ---- | ---- | ---- | ---- | --- | -- | -- | --- | ---- |
| 2019     | Toronto  | 2  | 0  | 2.0  | .400 | .333 | .000 | .5  | .0 | .0 | .5  | 2.5  |
| 2020     | Toronto  | 7  | 0  | 6.1  | .273 | .400 | .000 | 1.7 | .1 | .0 | .3  | 1.1  |
| 2022     | Toronto  | 6  | 0  | 21.7 | .619 | .400 | .900 | 5.8 | .2 | .2 | 1.2 | 11.2 |
| Carreira | Carreira | 15 | 0  | 9.9  | .430 | .377 | .300 | 2.6 | .1 | .0 | .6  | 4.9  |

### G-League

#### Temporada regular
| Ano      | Equipe              | PJ | PT | MPJ  | AP   | 3P   | LL   | RT   | AS  | BR  | TO  | PPJ  |
| -------- | ------------------- | -- | -- | ---- | ---- | ---- | ---- | ---- | --- | --- | --- | ---- |
| 2017-18  | Santa Cruz Warriors | 20 | 8  | 22.2 | .469 | .220 | .618 | 7.5  | 0.8 | 0.5 | 2.2 | 11.8 |
| 2018-19  | Raptors 905         | 28 | 28 | 34.2 | .509 | .320 | .762 | 11.4 | 1.1 | 1.3 | 4.1 | 27.2 |
| Carreira | Carreira            | 48 | 36 | 28.2 | .489 | .270 | .690 | 9.4  | .9  | .9  | 3.1 | 19.5 |

#### Playoffs
| Ano     | Equipe      | PJ | MPJ | AP   | 3P   | LL    | RT | AS | BR | TO | PPJ |
| ------- | ----------- | -- | --- | ---- | ---- | ----- | -- | -- | -- | -- | --- |
| 2018-19 | Raptors 905 | 2  | 80  | .450 | .308 | 1.000 | 19 | 2  | 3  | 12 | 45  |

### Universidade
| Ano      | Equipe   | PJ | PT | MPJ  | AP   | 3P   | LL   | RT  | AS | BR | TO  | PPJ  |
| -------- | -------- | -- | -- | ---- | ---- | ---- | ---- | --- | -- | -- | --- | ---- |
| 2015–16  | Oregon   | 38 | 35 | 25.8 | .539 | .339 | .685 | 7.4 | .4 | .8 | 2.9 | 12.1 |
| 2016–17  | Oregon   | 31 | 12 | 23.6 | .524 | .350 | .565 | 6.1 | .4 | .4 | 2.5 | 11.8 |
| Carreira | Carreira | 69 | 47 | 24.7 | .531 | .344 | .625 | 6.7 | .4 | .4 | 2.7 | 11.9 |

Fonte: